# Atlides browni
Espèce
Atlides browni est une espèce de papillons de la famille des Lycaenidae, de la sous-famille des Theclinae et du genre Atlides.

## Dénomination
Atlides browni a été décrit par Luis Miguel Constantino (d), Julián Adolfo Salazar-Escobar (d) et Kurt Johnson (d) en 1993.

### Noms vernaculaires
Atlides browni se nomme Brown's Hairstreak en anglais.

### Sous-espèce
- Atlides browni browni
- Atlides browni centralis Salazar & Henao, 2004

## Description
Atlides browni est un petit papillon avec une très longue fine queue à chaque aile postérieure. Le dessus de couleur noire avec un triangle partant de la base bleu outremer. les ailes postérieures présentent à l'angle anal de petites taches vertes.
Le revers l'abdomen est noir avec quelques petites taches vertes aux ailes postérieures le long du bord interne et dans l'angle anal.

## Écologie et distribution
Il vit en Colombie.

### Protection
Pas de statut de protection particulier.